# ZFS (file system)
ZFS è un file system open source sviluppato dalla Sun Microsystems per il suo sistema operativo Solaris. È stato progettato da un team con a capo Jeff Bonwick. Il nome originario doveva essere "Zettabyte File System", ma è diventato un acronimo.
ZFS è noto per la sua alta capacità e per l'integrazione di diversi concetti presi da vari file system in un unico prodotto.
ZFS fu annunciato nel settembre del 2004. Il codice sorgente fu pubblicato assieme a quello di Solaris il 31 ottobre del 2005 e pubblicato nella build 27 di OpenSolaris il 16 novembre 2005. ZFS fu fornito assieme all'aggiornamento 6/06 di Solaris 10 nel giugno del 2006.
ZFS è stato pubblicato sotto licenza CDDL (Common Development and Distribution License).
Nel giugno 2007 venne annunciata l'adozione di ZFS anche per Mac OS X Leopard di Apple, notizia poi smentita nel corso del WWDC07 da Brian Croll, senior director di product marketing per Mac OS, che ha dichiarato che “ZFS non ci sarà".

## Capacità
ZFS è un file system a 128 bit: può quindi fornire uno spazio di 18,4 miliardi di volte la capacità dei file system a 64 bit. I limiti del ZFS sono concepiti per essere così ampi da non essere mai raggiunti in una qualunque operazione pratica. Bonwick ha affermato che "per riempire un file system a 128 bit non sarebbero bastati tutti i dischi della terra".
Alcuni dei limiti teorici del Zettabyte File System (ZFS):
- 248 — numero di snapshot (3 × 1014);
- 248 — numero di file (3 × 1014);
- 16 exabyte — dimensione massima di un file system;
- 16 exabyte — dimensione massima di un file singolo;
- 16 exabyte — dimensione massima di un attributo;
- 3 × 1023 petabyte — dimensione massima di uno zpool;
- 256 — numero di attributi di un file (attualmente limitato a 248);
- 256 — numero di file in una directory (attualmente limitato a 248);
- 264 — numero di device per ogni zpool;
- 264 — numero di zpool;
- 264 — numero di file system in uno zpool.

Un utente che volesse creare mille file al secondo, impiegherebbe 9000 anni a raggiungere il limite.
Con il limite dei 1031 bit/kg, l'intera massa di un computer dovrebbe essere sotto forma di energia pura. Secondo l'equazione E=mc2, l'energia residua dei 136 miliardi di kg è di 1,2x1028 J. La massa dell'oceano è circa 1,4x1021 kg. Occorrerebbero 4.000 J per aumentare la temperatura di 1 kg di acqua per 1 grado Celsius e circa 400.000 J per bollire 1 kg di acqua ghiacciata. La fase di vaporizzazione richiede altri 2 milioni di J/kg. L'energia richiesta per bollire l'oceano è circa 2,4x106 J/kg * 1,4x1021 kg = 3,4x1027 J. Quindi, riempire uno storage a 128 bit dovrebbe richiedere più energia che bollire gli oceani.»

## Piattaforme
ZFS è incluso in Solaris su SPARC e sistemi x86. I pool e gli associati file system ZFS possono essere spostati tra sistemi SPARC e x86, senza distinzione del byte order.
È stato eseguito il porting su Linux. È da notare che, a causa della licenza che protegge ZFS, esso non può essere integrato nel kernel ma deve necessariamente operare a livello utente tramite FUSE o essere distribuito come modulo esterno.
Il progetto ZFS on Linux ha infatti eseguito il porting a livello di kernel, permettendo agli utenti di utilizzare questo file system con prestazioni native.
Questo è possibile in quanto l'incompatibilità tra la licenza GNU GPL (con cui è licenziato il kernel Linux) e la CDDL si limita solo all'integrazione diretta e alla distribuzione di tale file system nel kernel. Ciò vuol dire che non si potrà distribuire un kernel con integrato ZFS, ma lo si potrà distribuire come un modulo esterno.
Il gruppo di sviluppo di BSD sta effettuando il port anche su questo sistema operativo.
Su FreeBSD, ZFS è già disponibile, anche in produzione, dalla release 7.0. Su NetBSD è in corso il porting.
OpenBSD ha dichiarato che non implementerà ZFS poiché giudica la licenza incompatibile con la loro politica di sviluppo.
ZFS è attualmente implementato in PC-BSD come file system di default.
Esistono progetti per il porting su macOS e su Windows.

## Modello transazionale Copy-on-write
ZFS utilizza il metodo transazionale ad oggetti copy-on-write. Tutti i puntatori ai blocchi contengono un checksum a 256 bit. Il blocco viene controllato ad ogni lettura. I blocchi contenenti dati non vengono mai sovrascritti: viene invece allocato un nuovo blocco dove vengono scritti i dati modificati; ogni blocco metadati che faceva riferimento al vecchio blocco viene riallocato. Per ridurre l'overhead, le scritture multiple vengono raggruppate in transazioni.

## Snapshots
Siccome ZFS non sovrascrive i dati nei loro blocchi originari, fare una snapshot significa non cancellare i blocchi contenenti dati vecchi. Il vantaggio è che gli snapshot sono molto veloci.

## Dimensione dei blocchi variabile
Il file system ZFS utilizza blocchi a dimensione variabile fino a 128 KB.
Se la compressione è attivata, dei dati possono essere scritti su un blocco di dimensione più piccola.

## I pool dello storage
ZFS è costituito su un insieme di pool di storage virtuali. I pool si basano su uno o più device virtuali (vdevs), ciascuno dei quali può fare riferimento ad un dispositivo fisico, ad un mirror (RAID 1) di uno o più dispositivi, oppure su un gruppo di dispositivi RAID Z. Lo spazio di tutti i vdevs è reso disponibile a tutti i file systems nello zpool.
Per limitare lo spazio, è stata istituita la gestione delle quota disco.

## Creazione di un file system leggero
La creazione di un file system leggero in un pool di storage ZFS è un'operazione veloce e semplice da effettuare, quasi come creare una directory.

## Ulteriori caratteristiche
- Priorità I/O con scheduling di tipo deadline
- Ordinamento e aggregazione ottimale dell'I/O
- Stream multiplo e automatico di prefetch
- Operazioni sulle directory funzionano in parallelo e con un'unità di tempo costante
- ZFS rispetta lo standard POSIX in fatto di file system: non è necessario modificare le applicazioni, queste sono già funzionanti con il nuovo file system.